# Каролін Вінберг
Каролін Вінберг (швед. Caroline Maria Winberg; нар. 27 березня 1985) — шведська супермодель, акторка, телепродюсерка та телеведуча.

## Життєпис
Народилася 27 березня 1985 року у Соллентуні, передмісті Стокгольма. У дитинстві займалася футболом в секції жіночого футбольного клубу «АІК». Під час походу на одне з тренувань помічена менеджером модельного агентства. З 15 років у модельному бізнесі, спочатку знімалася в рекламі шведських компаній і брендів. Через деякий час привернула увагу низки модельних агентств, серед яких були Women Model Management у Мілан і Dominique у Брюсселі, завдяки співпраці з ними увійшла на подіуми показів високої моди.
Дебютувала на великих показах у 2008 році, дефілювала для Valentino, Versace, Oscar de la Renta, Escada та Armani. Незабаром стала однією з найбільш затребуваних моделей свого часу.
Починаючи з 2007 по 2016 рік стабільно з'являлася на обкладинках провідних світових модних журналів, серед яких:  Vogue  (Латинська Америка),  Elle  (Данія, Швеція, Фінляндія, Росія, Німеччина),  Marie Claire  (Італія),  Glamour  (Ісландія).
Дуже багато працювала на подіумі, в різний час брала участь в показах: Anna Sui, Balenciaga, Behnaz Sarafpour, Carolina Herrera, Chado Ralph Rucci, Chanel, Chloe, Chris Aire, Christian Dior, Cividini, Custo Barcelona, Dolce & Gabbana, Dsquared2 , Emilio Pucci, Gianfranco Ferre, Hermès, Jean Paul Gaultier, John Galliano, Lagerfeld, Louis Vuitton , Luca Luca, Michael Kors, Nina Ricci, Oscar de la Renta, Ralph Lauren, Roberto Cavalli, Roberto Menichetti, Sonia Rykiel, Stella McCartney, Valentino, Versace, Viktor & Rolf, Y-3, YSL, Givenchy .
З 2005 по 2011 рік безперервно запрошувалася для участі в підсумкових показах Victoria's Secret Fashion Show.
У 2011 році дебютувала в кінематографі, знявшись у фільмі «Області темряви» режисера Ніла Бергера, спільно з акторами Бредлі Купером і Робертом Де Ніро. Після цього зіграла ще в кількох менш відомих картинах у 2016 та 2017 роках.
З 2011 по 2015 роки вела і продюсувала низку телевізійних шоу, пов'язаних з модельним бізнесом і високою модою, серед яких: «The Face» для каналу Sky Living, «Pluras kök» і « Top Model Sverige» для шведського телебачення.